# 台鐵DT650型蒸汽機車
臺鐵DT650型蒸汽機車，日本時期原稱D51型，為由臺灣總督府交通局鐵道部及臺灣鐵路管理局先後引進之牽引客運及貨運列車之過熱式蒸汽機車。該型蒸汽機車共計37輛。大眾曾給予稱號「蒸機國王」、「蒸汽火車國王」等。

## 引進背景
1930年代，隨著日本國內經濟復甦，鐵路貨運需求量大增，貨物用機關車逐漸恢復製造，台灣在此一風潮下，需求量日益增加。受到日本D51型設計、運轉成功的影響，鐵道部自1939年起，開始訂購D51型，台灣鐵路貨運運輸至此進入了新的時代。

## 採購過程

### 戰前
1939年，四部川崎製之D51型抵台，編號D51 4~D51 6，日本第一輛在台上路的型式並非其第一號的情形再度重演。鐵道部所發的編號不等於完工出廠的順序。隨著引入D51型，鐵道部停止採購日本國鐵9600型（總督府車型編號800型，臺鐵DT580型）。台灣日治時期購入的三十二輛D51型車，雖與日本本土的同型車有重號情形，但構造上的差異使二者不至於相互混淆。
之後，鐵道部每年皆訂購D51型新車，其中以1941年向川崎購入12部D51型為最大筆訂購，本型車總數也居所有形式機車之第三位；後又於1942年、1943年先後向汽車會社、日立製作所購入六輛、三輛D51型，共有27部。

### 二戰時的滯留
1942年中途島海戰，日本敗北，制海權及其優勢盡失，美軍對日本進行海上封鎖，鐵道部向日立購買的D51 28~D51 32因而被迫滯留日本，而由日本鐵道省徵用，編為D51 1162~D51 1166號，用於九州肥薩線及關西的關西本線，然而機車的號碼牌及動輪銘刻仍為原本用於臺灣的編號，與鐵道省的報告中大不相同。二戰結束後，到了1946年4月，此五部在臺灣方面的要求下被運至台灣，抵臺後本型車數目增到32輛。

### 戰後
1945年台灣為國民政府接收，於1951年，利用聯合國的援助，由汽車會社、三原車輛（現：三菱重工三原製作所）製造之五部D51型（此時已改稱DT650型）抵台，編為DT683~DT687，本型車數目增至37部，僅次於DT580型的39部及CT150型的43部。

### 購入年表
| 購入年度 | 輛數 | 車號           | 原廠製造編號                | 製造廠     | 1949年後的車號 |
| -------- | ---- | -------------- | --------------------------- | ---------- | -------------- |
| 1939年   | 3    | D51 4～D51 6   | 2218～2220                  | 川崎車輛   | DT654～DT656   |
| 1940年   | 3    | D51 1～D51 3   | 1888～1890                  | 汽車會社   | DT651～DT653   |
| 1941年   | 12   | D51 7～D51 18  | 2416、2463～2470 2591～2593 | 川崎車輛   | DT657～DT668   |
| 1942年   | 6    | D51 19～D51 24 | 2231～2233 2262～2264       | 汽車會社   | DT669～DT674   |
| 1943年   | 3    | D51 25～D51 27 | 1737～1739                  | 日立製作所 | DT675～DT677   |
| 1944年   | 5    | D51 28～D51 32 | 1674～1678                  | 日立製作所 | DT678～DT682   |
| 1951年   | 3    |                | 2608～2610                  | 汽車會社   | DT683～DT685   |
| 1951年   | 2    |                | 718、719                    | 三原車輛   | DT686～DT687   |

## 構造

### 標準、戰時、戰後
在37輛車之中，DT651至DT677等27部皆為標準型，基本上本身的構型、煤水車板框轉向架，均為量產型D51之標準構造，也是DT650型的主力。若忽略掉其他製造廠所造成了差異外，整體上與日本國鐵D51200之後的形式無異。今日的保存車亦屬於此型。
DT678至DT682等五輛，在構造上屬太平洋戰爭末期為縮短工時、節省資材所造之戰時型，與D511001～相當。構造簡化的煤水車乃此型的最大特徵，當時滯留日本的這五部D51後來都進行了所謂的「裝備改造」，將木造等代用構材予以更換，變為鋼板或其他正規材料。然而，這批戰時型由於戰爭需要，竟予以超壓使用，以致於鍋爐壽命縮短，使其使用壓力從原本的14kg/cm²降為12kg/cm²，晚年受鍋爐發生爆炸事故的影響，決定了日後早早退伍的命運。
至於最後的五輛（DT683至DT687），構造上則屬戰後型。本體類似原有的標準型，但煤水車較原型加長，使其容量加大，更適合長時間行駛。

### 與日本D51的差異
最主要的二者差異，乃在於其鍋爐上方的覆罩形狀。日本有汽包、給水加熱器、砂箱及煙囪結合在一起的流線型覆罩版本（半流線型）以及僅有汽包、砂箱相結合的量產型版本，台鐵的D51全為後者，但日本D51型一直到D51200才有量產型的出現，故若從車號辨識台灣或日本的D51，此方法多為首選。
然而，台鐵DT650構造與日本量產型幾乎雷同，難以找出其差別，僅有極小部分相異，最為明顯的即為駕駛室的部分。駕駛室後側的上下用扶手形狀，日本國鐵者為兼作屋頂雨水排水管，所以其位置從上方的屋簷排水溝起經駕駛室後緣通至下方固定在車架後端梁兩側；而台鐵者則是純粹扶手功能，其上端起自駕駛室側面後方接近屋頂下方，下端則通達車架後端梁左右兩側。若忽略其車號，欲從構造上分辨出二者，則此法必萬無一失。
此外，由於台鐵機廠的設備問題，無法時時確保蒸機煙室門確實密閉，保持內部低壓，因此多於煙室門周圍追加有美國蒸機常見的「固定爪」，以確保煙室門氣密。但DT650型的固定爪多為抵台後才加裝上去，故算是後天的改造。

### 各製造廠的差別
這是內部的差異，不管屬哪一方都一樣。由於製造廠頗多，因此外觀上也可再細分數種。多表現在撒砂管(最明顯)、扇形滑環支架外框輕量孔形狀上。
- 川崎型側面三支撒砂管呈放射狀分散排列。
- 汽車型戰前戰中型的則為上下垂直平行並排，與川崎型成一大對比。
- 日立型、三原型、汽車型戰後型的則介於上述二者之間。第一之先是垂直向下，在鍋爐中心位置折往前方；第二支則為絕對垂直向下或輕微後掠；第三支則如同川崎型一般往後傾斜的形狀。
- 一般扇形滑環支架外框構件材質為鑄鋼製，但D51所使用者可分為二類。第一類即為早期的形狀，支架外框轉折處為彎曲的橢圓形孔；第二類則為後期車輛所採用，彎曲的橢圓孔分割為二小圓孔。後者在台鐵僅見於汽車會社的DT672～DT674及汽車、新三菱重工三原車輛的DT683～DT687的八輛。

### 後期改造
- 車牌：

在1949年以前使用D51的車號，1949年改號完成後採用DT650的車號。車號銘板皆為青銅鑄造，二者採用字體形狀與尺寸皆相同，皆為相同的字模木型。凹陷部分的底色，原為日本標準的黑色，改號後變為紅色，也有出現過綠色底的說法。
改號初期在駕駛室兩側大車牌下方還裝有表示「形式DT650」的小銘板，但在1950年代中期以後消失。
- 排障器
- 鍋爐給水逆止閥位置
- 前照燈
- 濾泥器撤除、潤滑油幫浦箱撤除、潤滑油幫浦本體移設到走道上方
- 路牌收受器（緩衝墊）

## 主要諸元

### 基本資料
- 日治時期形式 D51形
- 在日同型車 D51型
- 號碼
  - 原車號 D511～D5137
  - 1949年起 DT651～DT687（含戰後美援購入五部）
- 製造國（廠商） 日本（汽車會社、川崎、日立、三原車輛）
- 購入年 1940～1951

### 規格
- 車軸配置 1D1（2-8-2）
- 飽合過熱別 過熱式
- 閥裝置\汽門 華式
- 車長 19,730mm
- 車高 3,980mm
- 車輪直徑（mm）
  - 動輪 1,400mm
  - 臺車 860mm
  - 煤水車 860mm
- 軸距（全 17,860mm）
  - 鍋爐 9,450mm
  - 動輪 4,650mm
  - 煤水車 5,200mm
  - 固定 3,100mm
- 連結面間長 19,730mm
- 汽缸
  - 數目 2個
  - 直徑 550mm
  - 行程 660mm
- 最大馬力 1,400 匹/ 輪馬力 1280匹
- 牽引力 17,000kgw
- 最高設計時速 85km/h
- 鍋爐使用壓力（實用汽壓） 14kgw/cm²
- 傳熱面積（總計221.5m²）
  - 火箱 12.7m²
  - 煙管 142.7m²
  - 拱磚管 1.7m²
  - 過熱 64.4m²
- 爐箆面積 3.27m²
- 煙管直徑×數目
  - 大煙管 14cm×28
  - 小煙管 57mm×90
  - 管板內面距 5,500mm
- 空氣軔機
  - 空氣壓縮機 215複式
  - 主儲氣筒容積 430×2
  - 軔缸直徑、數目 
    - 引擎 305×2
    - 煤水車 254×1

  - 軔機倍率 
    - 引擎 7.62
    - 煤水車 9.03

  - 軔率 無
- 容量
  - 鍋爐水 7.4m³
  - 煤櫃 8ton
  - 水櫃 20m³

## 運轉過程

### 民國時期
本型機關車在臺鐵列車運轉上的定義是貨物用機關車（牽引幹線及支線貨物列車），並非客運用機關車。不過據說曾於1960年代因臺鐵客運用機關車不足，而有客串牽引過早期的觀光號客車（車輛塗裝與35SP32700型對號快車廂相同）的軼事。

### 電化後的餘生
1979年（民國68年）7月1日，臺灣鐵路西部幹線（基隆—高雄間）電氣化工程全線完工。除了部分區間普通客運列車、貨物列車、混合列車外，其餘類型的現役蒸氣機關車正式退出臺鐵列車運行的舞臺。
在臺灣，蒸汽機關車的最後舞台是新竹的內灣支線，於1984年（民國73年）2月28日之前仍有蒸氣機關車頭牽引貨物列車於內灣線上行駛，3月1日起由臺灣鐵路管理局正式公告現有各型蒸氣機關車全數報廢除籍。

## 現存車輛
目前有四部DT650型留下來，車號及其保存狀況分述如下：
| 車號                                                         | 照片 | 所在地點                 | 簡介 | 備註 |
| ------------------------------------------------------------ | ---- | ------------------------ | --- | --- |
| DT651（DT664）                                               |      | 笨港口港口宮             | 距臺鐵路線最遠，於1984年移至於嘉義縣東石鄉港口宮，當時嘉義縣道路過窄，運送過程還得靠吊車來輔助轉彎，或是中途換車繼續前進。DT651運抵港口宮之際，廟方曾希望在當地讓它升火啟動，所以仍是可動狀態。之後計畫告吹，但由於是在極佳的狀態進入鐵籠，加上之後廟方每年細心維護，一切幾乎完好如初，成為保存狀況最佳的同型車。 | 本輛車為DT664號，原早年訪談臺鐵退休員工所知本車可能為DT654；近年由古庭維前往港口宮，會同廟方總務剝漆考據結果，動輪編號為D5114故正確車號為DT664。 |
| DT652                                                        |      | 臺南市立體育場           | 展場屬開放空間，但多處零件已遭竊或是毀損，狀態不如比其更為開放的CT284，解說完整度也不如。2015年6月29日台南市政府將其以原編號「D512」登錄為「一般古物」，2020年4月整修後才有改善。 | |
| DT668                                                        |      | 彰化扇形機車庫           | 於1984年3月停用除籍並與CT273（CT270型，日本C57型）一同停放在新竹機務段苗栗機務分段內（現新竹機務段苗栗機務分駐所），1993年8月送往屏東縣麟洛運動公園供民眾參觀，2000年由屏東縣政府歸還臺灣鐵路管理局，放置在臺灣保存供靜態展示，2010年12月13日重新整修 。於2011年11月11日復駛，首航作為當日配合「新竹內灣支線」重新復駛路線上的火車頭。2018年2月23日，由彰化扇形車庫開往潮州、台東，並於2月25日進行首次南迴鐵路出巡DT668國王南巡 鐵道迷搶拍 （页面存档备份，存于） | 服役中 |
| DT675（DT670）                                               |      | 新北市藝文中心（板橋區） | 2007年台北縣政府將其登錄為「一般古物」。 | |
| 註：此四部車中，部分所掛號碼牌非真正車號；括號內為真正車號。 |      |                          | | |

## 其他
在1982年的香港電影《最佳拍檔》中，狂人幫把King Kong和光頭神探綁在火車軌上，圖用手搖車把他們輾死。後白手襪黨改動道岔，把狂人幫的手搖車導向另一端路軌，其後遇到的蒸汽機車，便是DT650型（DT687號） （页面存档备份，存于）。

### 網站
1. ↑  蒸汽車頭修復 最快明年載客 （页面存档备份，存于），蘋果日報
2. ↑  蒸汽火車大老DT668 百年國慶復活[永久]，中國時報
3. ↑  ,   [2023-02-02], （原始内容存档于2023-02-02） （中文（中国大陆））
4. ↑  最大蒸汽火車DT668復活 週五上路[永久]
5. ↑  .   [2011-11-07]. （原始内容存档于2014-04-08）.
6. ↑  .   [2011-11-08]. （原始内容存档于2014-04-08）.